# Каллиник (Георгатос)
Митрополит Каллиник (греч. Μητροπολίτης Καλλίνικος, в миру Нико́лаос Георга́тос, греч. Νικόλαος Γεωργάτος; род. 1966, Эдеса) — епископ Элладской православной церкви (формально также Константинопольской православной церкви), митрополит Касторийский (с 2021).

## Биография
Родился в 1966 году в городе Эдесе в Греции, в семье Эвангелоса и Марии.
В 1984 году окончил училище в Эдесе и в 1986 году окончил Педагогическую академию в Ираклионе.
С 1990 по 1991 год служил в качестве танкиста в Вооружённых силах Греции в Авлоне, Беотии, Родосе и Литохороне. После демобилизации с 1991 по 1999 год работал учителем в Севастьяне на Крите, в Западной Атике, Афинах и Этолии и Акарнании.
С 1994 по 1995 посещал лекции в духовной семинарии Афинской архиепископии, где его преподавателем был Иерофей (Влахос). Когда в 1995 году архимандрита Иерофея избрали управляющим Навпактской митрополией, Николаос Георгатос последовал с ним в качестве его личного секретаря.
18 сентября 1999 года был пострижен в монашество с именем Каллиник (в честь митрополита Каллиника), а 19 сентября 1999 года хиротонисан во иеродиакона. 1 января 2000 года в соборе Святого Димитрия состоялась его хиротония во иеромонаха, которую совершил митрополит Иерофей (Влахос). В том же 2000 году окончил богословский факультет Аристотелевского университета в Салониках и возведён в достоинство архимандрита. Служил в качестве митрополичьего эфимерия в Орини (2000—2003), секретарём игуменского совета в монастыре Панагия Амбелакиотиса (2003—2017). В 2003 году был официально назначен проповедником Элладской церкви, а в 2017 году назначен протосинкеллом в Навпактской митрополии.
8 октября 2021 года Священным синодом иерархии Элладской православной церкви 47 голосами был избран для рукоположения в сан митрополита Касторийского (26 голосов получил архимандрит Христофор (Ангелопулос) и 1 голос — архимандрит Николай (Янусас)).
10 октября 2021 года в Благовещенском кафедральном соборе в Афинах состоялась его архиерейская хиротония. Хиротонию совершили: архиепископ Афинский Иероним, митрополит Навпактский Иерофей (Влахос), митропот Кифисийский Кирилл (Мисьякулис), митрополит Никопольский Хризостом (Циринкас), митрополит Гревенский Давид (Дзюмакас), митрополит Кефалинийский Димитрий (Аргирос) и митрополит Сисанийский Афанасий (Яннусас).
13 ноября 2021 года в митрополичьем храме в Кастории состоялась его интронизация.
Вошёл в «Список сослуживших с украинскими раскольниками иерархов Элладской Православной Церкви», распространённый циркулярным письмом Московской патриархии 8 ноября 2022 года, «с кем не благословляется молитвенное и евхаристическое общение и в епархии которых также не благословляется совершение паломнических поездок».